# Grit Jurack
Grit Jurack, född 22 oktober 1977 i Leipzig i dåvarande Östtyskland, är en tysk före detta handbollsspelare. Hon är vänsterhänt och spelade i anfall som högernia. Grit Jurack är den tyska spelare som har flest landskamper och flest gjorda mål för Tysklands landslag genom tiderna. 

## Klubbkarriär
Grit Jurack började spela handboll i BSV Schönau Leipzig, där hon spelade från 1989 till 1993. Hon spelade sedan för tyska toppklubben HC Leipzig till 2001 och vann det tyska mästerskapet 1998 och 1999 med klubben. Mellan 2001 och 2003 var hon utlånad till den danska klubben Ikast-Bording Elite Håndbold, med vilken hon vann EHF-cupen och danska cupen 2002. Hon återvände sedan till Leipzig för en säsong. År 2004 flyttade hon till den danska toppklubben Viborg HK, där hon blev den första tyska spelaren att vinna danska mästerskapet i damehåndboldligaen och hon vann sedan Champions League tre gånger 2006, 2009 och 2010. Sommaren 2012 var hon tvungen att avsluta sin karriär på grund av en svår broskskada i axeln.

## Landslagskarriär
Grit Jurack debuterade i Tysklands damlandslag i handboll den 23 januari 1996 mot USA. Hon har vunnit två bronsmedaljer i VM 1997 och 2007. Hon blev skyttedrottning i VM två gånger 1999 och 2007. Hon var gravid vid världsmästerskapet i handboll för damer 2009 i Kina. Hon spelade i två OS för Tyskland 1996 och 2008.  Den 21 september 2010 mot Ungern gjorde hon comeback efter sin graviditet och gjorde 5 mål. 2011 spelade hon sin 300:e landskamp.  Bara tre tyska handbollsspelare Frank-Michael Wahl  med 344 matcher, Klaus-Dieter Petersen med 340 och Christian Schwarzer med 318 har spelat 300 landskamper tidigare.  I mars 2012 slutade hon i landslaget.  Den 7 oktober 2012 spelade hon  traditionella avskedsmatch mot Tjeckien. 

## Meriter i klubblag
- Champions League-mästare tre gånger (2006, 2009 och 2010) med Viborg HK
- EHF-cupmästare 2002 med Ikast-Bording EH
- Dansk mästare fyra gånger (2006,2008. 2009 och 2010) med Viborg HK
- Tysk mästare två gånger (1998 och 1999) med HC Leipzig

## Individuella utmärkelser
- Vald till Årets handbollsspelare i Tyskland fem gånger 1999, 2000, 2001, 2007 och 2008.
- Högernia i All Star Team vid EM 2004 och 2008[5] och VM 2007[6]
- Skyttedrottning i EHF Champions League 2009 med 113 mål